# Karel Hoffmeister
Karel Hoffmeister (26. září 1868 Liblice – 23. září 1952 Hluboká nad Vltavou) byl český klavírista a pedagog, profesor klavírní hry. Je také autorem prací v oboru hudby a biografií hudebních skladatelů.

## Život
Vystudoval gymnázium v Praze, zároveň byl krátce žákem B. Jeremiáše na Waňousově škole, potom navštěvoval pražskou filozofickou fakultu (zde si oblíbil přednášky prof. Otakara Hostinského z dějin umění a estetiky) a zároveň pražskou varhanickou školu (učili ho mj. Josef Klička, Karel Knittl a Karel Stecker) a klavír (u prof. Jindřicha Káana z Albestů). Pak působil jako varhaník u trinitářů ve Spálené ulici a učitel hudby – nejprve v Lublani (1891 – 1898) a pak na pražské konzervatoři (od roku 1898 jako adjunkt, poté od roku 1920 profesor mistrovské školy). Zde přednášel hlavně teorii, dějiny hudby a klavír, šestkrát byl jejím rektorem (v roce 1923 a v období 1930–1932). Na konzervatoři působil přes čtyřicet let, mimo jiné zde zavedl výuku clavicembala.

K jeho žákům patřili Josef Páleníček, Jaromír Weinberger, Věra Řepková, Vilém Petrželka, František Rauch, Otakar Vondrovic, Miroslav Klega, Jindřich Jindřich nebo Oskar Moravec.

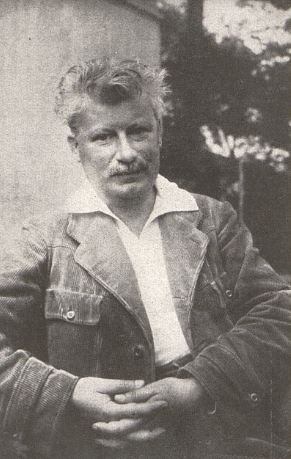
Karel Hoffmeister (1923)

## Dílo
Uplatnil se jako klavírista – byl zakladatelem a klavíristou Českého tria – a jako redaktor především v redakci Hudební revue, odborný spisovatel a skladatel několika klavírních skladeb. Redigoval různé sborníky a je autorem odborných studií, knih a článků.
Je autorem monografií o životě a díle Antonína Dvořáka, Bedřicha Smetany (Spolek výtvarných umělců Mánes, 1915), Josefa Kličky (Česká akademie věd a umění, 1944), Jana Kubelíka (Česká akademie věd a umění, 1941), Vítězslava Nováka (Tvorba Vítězslava Nováka z let 1941-1948, Hudební matice Umělecké besedy, 1949 a 50 let s Vítězslavem Novákem, Hudební matice Umělecké besedy, 1949) aj. Rovněž napsal publikaci Klavír (Hudební matice Umělecké besedy, 1930) o nástroji a hráči, o klavírní hře, o pedagogice a literatuře.

## Zajímavost
Interiér jeho bytu (pánského pokoje) navrhl v roce 1902 architekt Jan Kotěra.